# Анзегизел
Анзегизел (Ansegisel; също наричан Ansegisal, Ansegise, Anchise, Ansguise, Ansgise, Ansegus, or Anchises; * 610; † 657 или 679) e син на епископ Арнулф от Мец.
Анзегизел се жени за Бега, дъщеря на австразийския майордом
(хаузмайер) Пипин Стари и свързва така своята фамилия Арнулфингите с фамилията на жена си Пипинидите.
Анзегизел и Бега имат един син, Пипин Ерсталски (Пипин Средни). След Карл Мартел, внук на Анзегизел и Бега, фамилията се нарича Каролинги. Техният правнук Пипин Млади става крал.